# Batalla de Chásiv Yar
La batalla de Chasiv Yar fue un enfrentamiento militar  por el control de la ciudad de Chasiv Yar y sus alrededores entre las Fuerzas Armadas de Rusia y las Fuerzas Armadas de Ucrania como parte de la invasión rusa de Ucrania.
Debido a su terreno elevado y defendible y su ubicación estratégica en el óblast de Donetsk, Chasiv Yar se considera una ciudad provincial crucial para el control de ambos ejércitos. Según los analistas, la captura rusa de Chasiv Yar probablemente permitiría nuevos avances hacia las ciudades de Kramatorsk y Sloviansk, los dos asentamientos más grandes del óblast de Donetsk que no están bajo ocupación rusa.

## Contexto

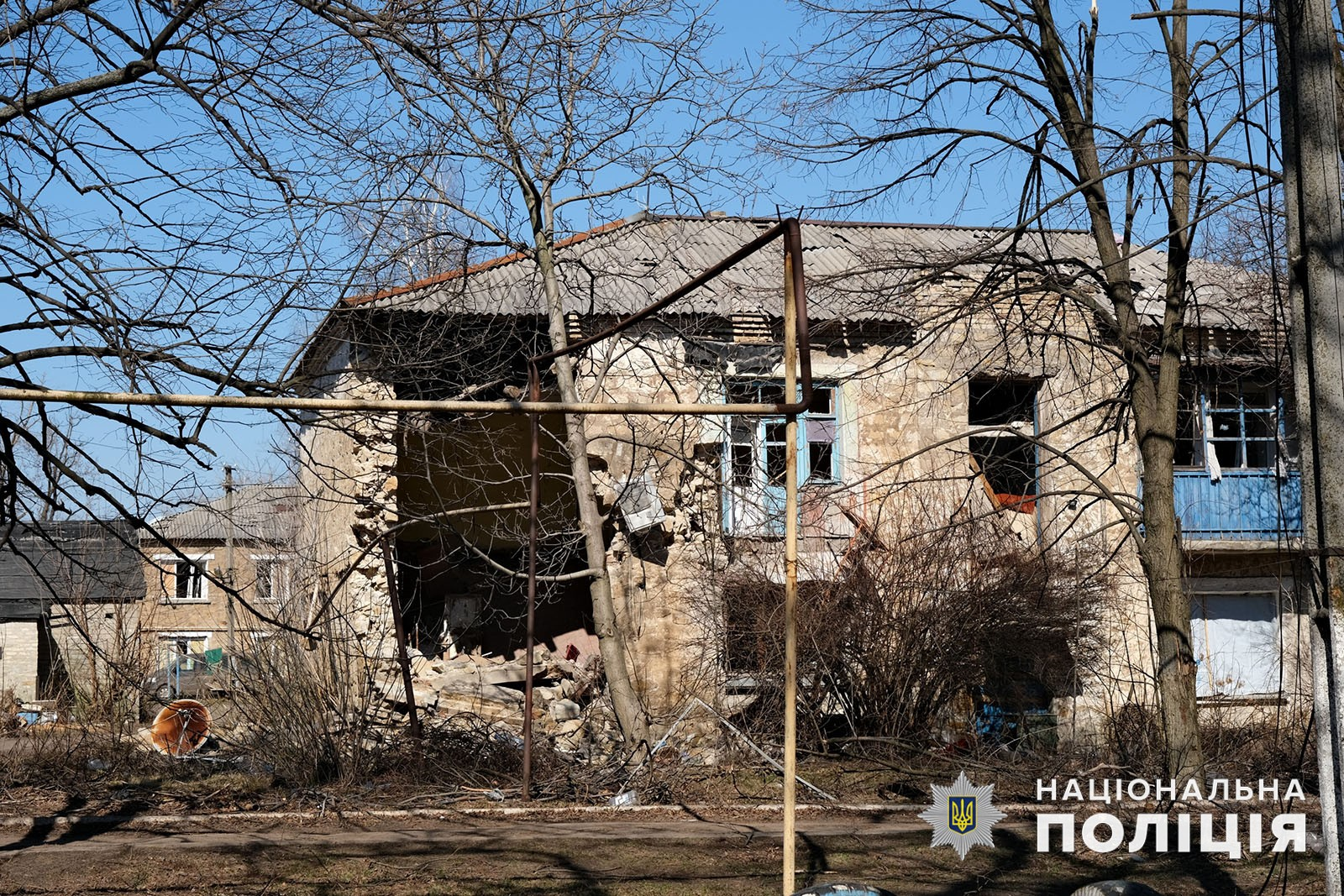
Chasiv Yar durante la guerra (30 de marzo de 2024)

Chasiv Yar ha sido una ciudad de primera línea desde que su ciudad vecina, Bajmut, cayó bajo control ruso el 20 de mayo de 2023. Poco después, las fuerzas ucranianas lograron estabilizar la línea del frente y hacer retroceder a las fuerzas rusas hacia atrás a lo largo de los flancos de Bajmut durante la contraofensiva ucraniana de 2023.
Tras la conclusión de la batalla de Avdíivka en febrero de 2024, las fuerzas rusas reiniciaron los esfuerzos de asalto desde el oeste de Bajmut hacia Chasiv Yar. Chasiv Yar fue visto como el próximo objetivo de las fuerzas rusas después de tomar Avdíivka. El 8 de febrero, el ISW señaló que funcionarios rusos y ucranianos informaron que se estaban produciendo enfrentamientos posicionales en dirección a Chasiv Yar. El 17 de febrero, las fuerzas rusas lanzaron una bomba termobárica ODAB-1500 sobre posiciones defensivas en Chasiv Yar.
Illia Yevlash, portavoz del grupo estratégico operativo Khortytsia, anunció el 27 de febrero que Rusia estaba atacando pueblos al este de Chasiv Yar, como Bohdanivka. Yevlash también afirmó que los comandantes rusos estaban usando tácticas de ondas humanas que involucraban a unidades de convictos Storm-Z y Storm-V que habían perdido ~60 % de su apoyo blindado debido a la artillería ucraniana. Yevlash anunció que Rusia estaba preparando un nuevo esfuerzo concertado para capturar Chasiv Yar el 1 de marzo, afirmando que las incursiones limitadas anteriores eran operaciones de recopilación de inteligencia para probar las debilidades de la ciudad.
El 23 de marzo, el ejército ruso afirmó haber capturado la aldea de Ivanivske. El bloguero y soldado ucraniano Vitaly Ovcharenko informó el 26 de marzo que las fuerzas rusas bombardean la ciudad todos los días y que la ciudad está constantemente bajo ataque.
Según Sergiy Chaus, jefe de la administración militar de Chasiv Yar (de hecho, el alcalde de la ciudad), 770 residentes permanecían en la ciudad a principios de abril de 2024, en comparación con la población de 13 000 personas antes de la guerra.
A principios de abril de 2024, la 5.ª Brigada de Asalto de Ucrania estaba estacionada cerca de Chasiv Yar.

## Batalla
Después de meses de destruir las posiciones fortificadas ucranianas entre Bajmut y Chasiv Yar, las Fuerzas Armadas rusas lanzaron su primer asalto armado directo contra Chasiv Yar el 4 de abril. Con el apoyo aéreo cercano del Su-25, una columna mecanizada del tamaño de una compañía avanzó a lo largo de la carretera T0506 (Khromove-Chasiv Yar) y llegó a las afueras del este de la ciudad, donde supuestamente estaba guarnecido el 23.º Batallón de Infantería de Ucrania. Al día siguiente, informes rusos sugirieron que las fuerzas rusas se atrincheraron a lo largo de la calle Zelena, la calle más externa del microdistrito Kanal, que es el distrito más oriental de Chasiv Yar, ubicado al este del canal río Donets–Dombás. El ejército ucraniano reconoció que la situación en las afueras de Chasiv Yar se había vuelto tensa y difícil en medio de la invasión rusa, pero negó la presencia rusa dentro de Chasiv Yar.
El 6 de abril, el comandante en jefe, coronel general Oleksandr Syrskyi, declaró que "Chasiv Yar sigue bajo nuestro control ya que todos los intentos del enemigo de avanzar hacia el asentamiento han fracasado". El alcalde Sergiy Chaus confirmó que la situación en la ciudad era ahora peligrosa, afirmando que se escuchan "fuegos constantes" en la ciudad y que "no queda ni un solo edificio intacto". El último "punto de estabilización" conocido de la ciudad, un puesto médico que trata a los soldados heridos evacuados de la línea del frente fue evacuado recientemente por razones de seguridad, lo que provocó que los soldados ucranianos heridos tuvieran que ser evacuados de la ciudad en camión o a pie, según un médico. Mientras tanto, los soldados de la 5ª Brigada de Asalto de Ucrania confirmaron que estaban aumentando sus ataques con drones FPV, incluso con Mavics. Según los informes, la guarnición de Chasiv Yar padecía escasez de artillería y municiones antiaéreas. Mientras tanto, el Centro de Estrategias de Defensa, un grupo de expertos ucraniano, señaló que "pronto podrían comenzar operaciones de combate urbano en Chasiv Yar".
El 9 de abril, el grupo operativo-estratégico de Khortytsia reiteró que las fuerzas rusas aún no habían entrado en Chasiv Yar, pero afirmó que "tanto hoy como ayer, el enemigo utilizó su superioridad aérea en misiles y municiones de artillería de gran calibre" para bombardear la infraestructura de la ciudad en apoyo de la infantería rusa y los asaltos de IFV. Los rusos intentaban transferir infantería y grandes cantidades de piezas de artillería "lo más cerca posible de la línea de contacto para poder lanzar ataques, pero los defensores ucranianos están haciendo todo lo posible para repeler estos ataques", incluido el uso de "gran escala". fuego de contrabatería", según Khortytsia.
El 10 de abril, los ucranianos repelieron a una "compañía mecanizada reforzada" rusa que abandonaba su base avanzada en Ivanivske y se dirigía hacia el oeste, hacia la zona forestal al sur de Chasiv Yar y al sureste del microdistrito de Kanal. Según se informa, artilleros de artillería ucranianos, tripulaciones de misiles antitanques u operadores de drones utilizaron un pequeño puente dañado en la carretera T-0504 al oeste de Ivanivske como cuello de botella para atrapar a los blindados rusos que avanzaban, alcanzando al menos un BMP ruso cuando cruzaba el puente y obligando al resto de vehículos de asalto a retirarse. Los soldados ucranianos inicialmente afirmaron que 11 de los 25 vehículos rusos fueron destruidos, pero un observador militar dijo posteriormente que 19 de los 34 vehículos fueron destruidos.
El 11 de abril, el Instituto para el Estudio de la Guerra (ISW), un grupo de expertos y observador de guerra estadounidense evaluó que las batallas posicionales continuaban en las afueras orientales de Chasiv Yar y citó fuentes rusas que decían que estaban participando elementos de la 98.ª División Aerotransportada de la Guardia rusa. en los ataques cerca del microdistrito de Kanal y Bohdanivka.
El 14 de abril, el coronel general Syrskyi afirmó que las brigadas de guarnición de Chasiv Yar habían sido reforzadas con "municiones, drones y equipos de guerra electrónica". Syrskyi también afirmó que los dirigentes militares rusos habían encargado a sus tropas la captura de Chasiv Yar antes del 9 de mayo.
El 31 de julio de 2025 varios canales rusos afirmaron la captura en su totalidad de Chasiv Yar. al día siguiente el presidente de Ucrania Volodimir Zelenski desmintió esta afirmación, afirmando que la captura de Chasiv Yar por parte de Rusia era falsa. Y que las tropas ucranianas seguían luchando activamente por la ciudad, deteniendo avances rusos.
Sin embargo, varias cuentas como Suriyak y AMK Mapping (antigua cuenta pro-ucraniana) afirmaron que la ciudad ya había caído donde se afirmaba también que zonas como el bosque de Dniprovske, el cementerio y la planta de tratamiento de aguas residuales cercanas, así como los huertos del distrito de Pivdennyi (en los alrededores) habían sido también tomados.

## Análisis
Chasiv Yar se considera una ciudad crucial que las fuerzas rusas deben capturar. A diferencia de la vecina Bajmut, Chasiv Yar está situada en un terreno elevado defendible, lo que la convierte en una posición fortificada fuerte para las fuerzas defensoras ucranianas, y su posición geográfica permitiría a las fuerzas rusas bombardear y avanzar cuesta abajo hacia Kostiantynivka y las principales ciudades provinciales de Kramatorsk y Slóviansk.
El analista y cofundador de DeepStateMap.Live, Roman Pohorilyi, comentó ya en diciembre de 2023 que "básicamente se puede decir que la defensa de Chasiv Yar ya ha comenzado y cada día se están acercando más y más". Ese mismo mes, el Instituto para el Estudio de la Guerra señaló que fuentes rusas reconocían las ofensivas alrededor de Bajmut como un avance hacia el oeste, hacia Chasiv Yar.
A principios de abril de 2024, la Quinta Brigada de Asalto de Ucrania se refirió a Chasiv Yar como la "puerta" al resto del Óblast de Donetsk y comparó la destrucción de la ciudad con la sufrida por otras que fueron asaltadas por las fuerzas rusas. Algunos soldados de la brigada dijeron que los rusos estaban operando de manera más competente que en años anteriores, y uno de ellos dijo: "Están aprendiendo, han aprendido, no son estúpidos... no es el mismo ejército que en 2022". Frontelligence Insight, un grupo de análisis ucraniano, anticipó que las fuerzas rusas tendrían dificultades para cruzar los "varios puentes sobre el canal de agua" que conectan la carretera de Chasiv Yar a Bajmut. El subcomandante del batallón Aidar, distintivo de llamada Chichén, declaró a principios de abril que el canal río Donets–Dombás era "uno de los principales límites que todos intentan conservar", ya que los vehículos rusos tendrían más dificultades para cruzarlo que la infantería.